# الشعبات (الضليعة)

'

تعديل مصدري - تعديل

الشعبات هي إحدى قرى عزلة الضليعة بمديرية الضليعة التابعة لمحافظة حضرموت، بلغ تعداد سكانها 147 نسمة حسب تعداد اليمن لعام 2004.